# Homokmandala

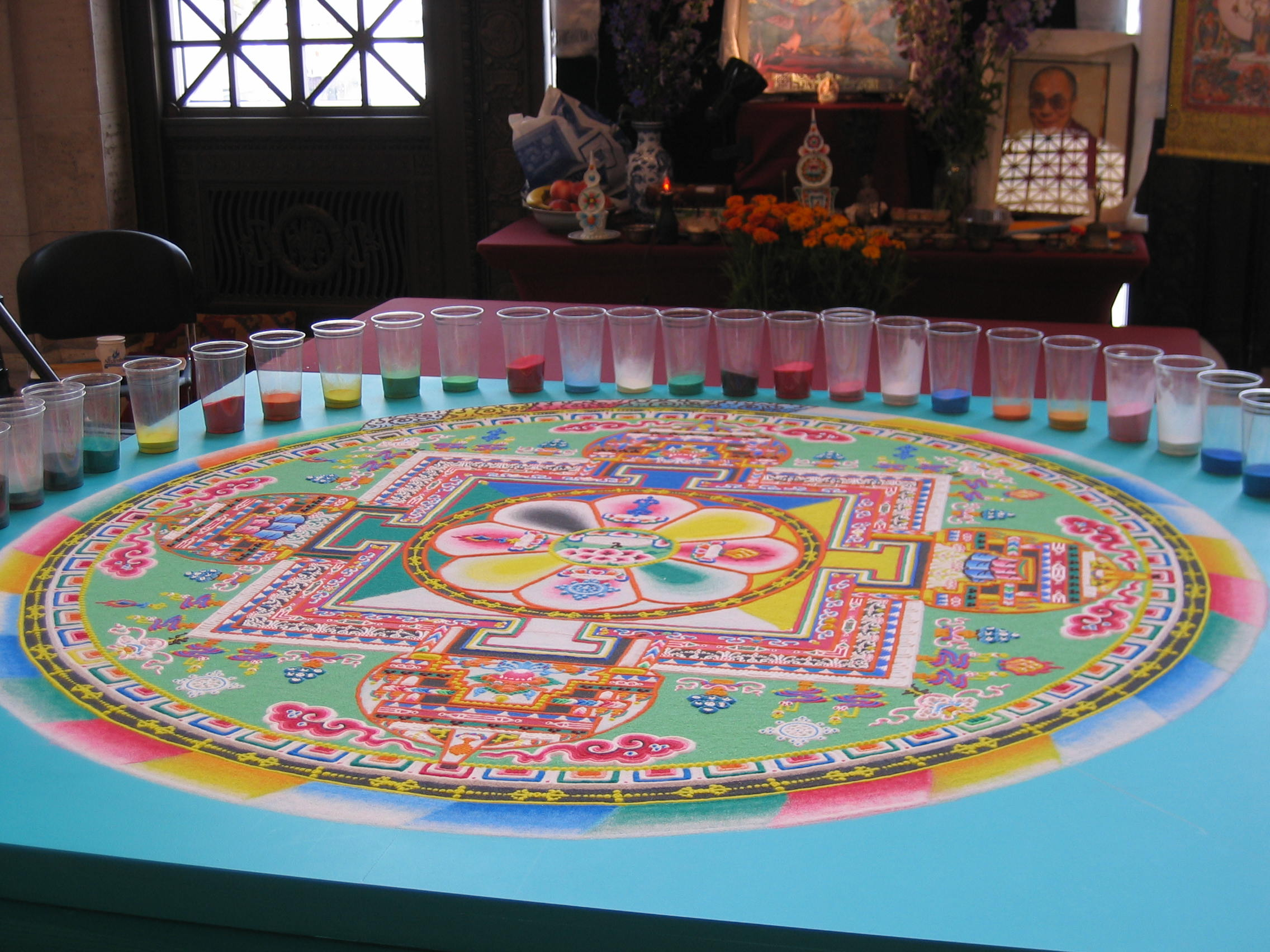
Homokmandala és a színes homokok

A homokmandala (tibeti: དཀྱིལ་འཁོར།, wylie: kilkhor, kínai: 沙坛城, pinjin: sa-dancseng) a tibeti buddhista hagyományban színes homokból készített, majd szertartásosan lerombolt mandala. A homokmandala szimbolikusan kifejezi azt a buddhista nézőpontot, hogy a valóságban az anyagi dolgok átmenetinek tekinthetők, semmi sem állandó (lásd: mulan2dóság). A homokmandalákban szereplő ábrák és színek is meghatározott jelentéssel bírnak, amelyet gondos aprólékossággal készítenek el az alaposan felkészített buddhista szerzetesek.

## Előkészületek
A homokmandala készítése különféle szertartásokkal kezdődik, amelyek a helyszín felszenteléséhez és a mandala létrehozásához kapcsolódnak. Ezek a megtisztulást szolgálják, ugyanis a mandala szent terület, melyet védőkörök óvnak a kaotikus, bomlasztóerők befolyásától. A gyakorló belső fejlődésében ez annak különválasztását jelenti, hogy az életben mi harmonikus, rendezett és mi az, ami csapongó gondolatokat és ártó érzelmeket eredményez.

## Készítése
A mandala készítésének hagyományos módja, hogy egy madzagot fehér porba mártanak és ennek segítségével jelölik ki a nyolc alapvonalat. Közülük is a legelső a karmavonal, amely a karmát szimbolizálja. A szerzetesek a homokmandala készítése közben a koncentráció mellett mantrákat és imákat kántálnak.
Eredetileg a mandala alapanyaga nem színezett, természetes homok volt, hanem színezett, szétzúzott kő. Manapság a hatás eléréséhez fehér kőőrleményt színeznek festékkel. A homok szórása előtt a projektre kijelölt szerzetesek (bhikkhu) a mandalával kapcsolatos geometriai szerkesztéseket készítenek. Az apró homokszemeket ezután vékony, recés falú csövecskék és hegyes kaparók (csak-pur) segítségével hordják fel a felületre. A mandala hetekig készül az aprólékos részletek időigényes kidolgozása miatt. Jellemzően szerzetesek egy csoportja hajtja végre a feladatot, amely során belülről kifelé haladnak és összehangoltan, egyszerre csupán egy szakaszt készítenek el.

## Témák
A mandala általában egy háromdimenziós mennyei palota kétdimenziós leképezése, amely segíti a meditálót a gyakorlásban. A buddhista kozmológiában a kép minden részének szimbolikus értelme van. A külső körök jelentik a palota falait, amelyek elválasztják a belső, szent földet a külső káosztól. A körök kívülről befelé a Tűz-hegy ötszínű lángköre, amely a nemtudás elégetésére képes bölcsességet jelképezi. A vékony vadzsrasor (tibeti: rdo rje ra ba) arany gyémántjogarokból áll, amely a megvilágosodást jelenti. Belül húzódik a bölcsességet és tisztaságot kifejező Lótuszszirom-kör (tibeti: pad ’khor). Ez Avalókitésvarát jelképezi. A magasabb tantrikus osztályok mandaláinál szerepelhet még a Nyolc Temető (tib.: dur khrod brgyad) köre is.
A palota kettős vadzsrán nyugszik egy parkszerű térben, amelynek díszes kapui a négy égtáj felé néznek. A többi résszel ellentétben a kapukat nem felülnézetből, hanem oldalnézetből látjuk. A palota falát a szellemi tanítás különböző részeit jelképező szimbólumok ékesítik, pl. füzérek, drágakövek, vázák, és győzelmi zászlók. A palota belső kertjében meditáló mesterek azt jelképezik, hogy azok mindig segítik tanítványaik útját. A palota közepén található a mandala ura, konkrét ábrázolásban vagy az őt jelképező valamilyen tulajdonsággal vagy szent szótaggal. A gyakorló célja, hogy eljusson a középpontig és azonosuljon az adott istenséggel.
A kálacsakra mandala például 722 istenséget ábrázol összetett geometriai formák rendszerén belül. Kisebb mandala – például a  Vadzsrabhairava istenségnek szánt mandala – sokkal kevesebb istenséget szerepeltet, ezért kevesebb mértani szerkesztést igényel, de még így is több napig készül. Ahogy minden mandala, a homokmandala is a háromdimenziós környezet kétdimenziós megjelenítése. Két közismert mandala három dimenziósan készült: a jávai Borobudur és a kambodzsai Angkorvat.

## Szertartásos lerombolása
A homokmandalák lerombolása is erőteljesen szertartásos. Még az istenség nevének szótagjait is meghatározott sorrendben söprik össze. A teljesen lerombolt és összesöpört mandala homokszemeit egy edénybe gyűjtik össze, amelyet azután selyembe burkolnak és elvisznek egy folyóhoz (vagy más folyóvízhez), így a szemek visszakerülhetnek a természetbe. Ez az élet és a világ rövid-életűségét szimbolizálja (lásd még: mulandóság).

## Homokmandalák Magyarországon
Több alkalommal is készült homokmandala Magyarországon. Először 1994-ben a Budapest Galériában készített homokmandalát a Namgyal kolostor két szerzetese. Ez egy Avalókitésvara homokmandala volt. 1995-ben a Hopp Ferenc Ázsiai Művészeti Múzeumban, a „Tibeti és mongol buddhista tekercsképek” című kiállítás záróeseményeként a Gyütö kolostor szerzetesei a gelug rend hagyományában fontos szerepet játszó tantrikus védőistenség, Vadzsrabhairava homokmandaláját, majd 1999-ben, az Iparművészeti Múzeumban ismét Avalókitésvara homokmandaláját készítették el. 2006-ban pedig egy másik tantrikus védelmező istenség, Guhjaszamádzsa homokmandaláját hozták létre a Tűzraktár Kiállítótermében. 2010 szeptemberében a 14. dalai láma, Tendzin Gyaco látogatásakor készítettek homokmandalát tibeti szerzetesek a Magyar Kultúra Alapítvány székházának Deák termében. A zárószertartás után az összesöpört homokot a Dunába öntötték.

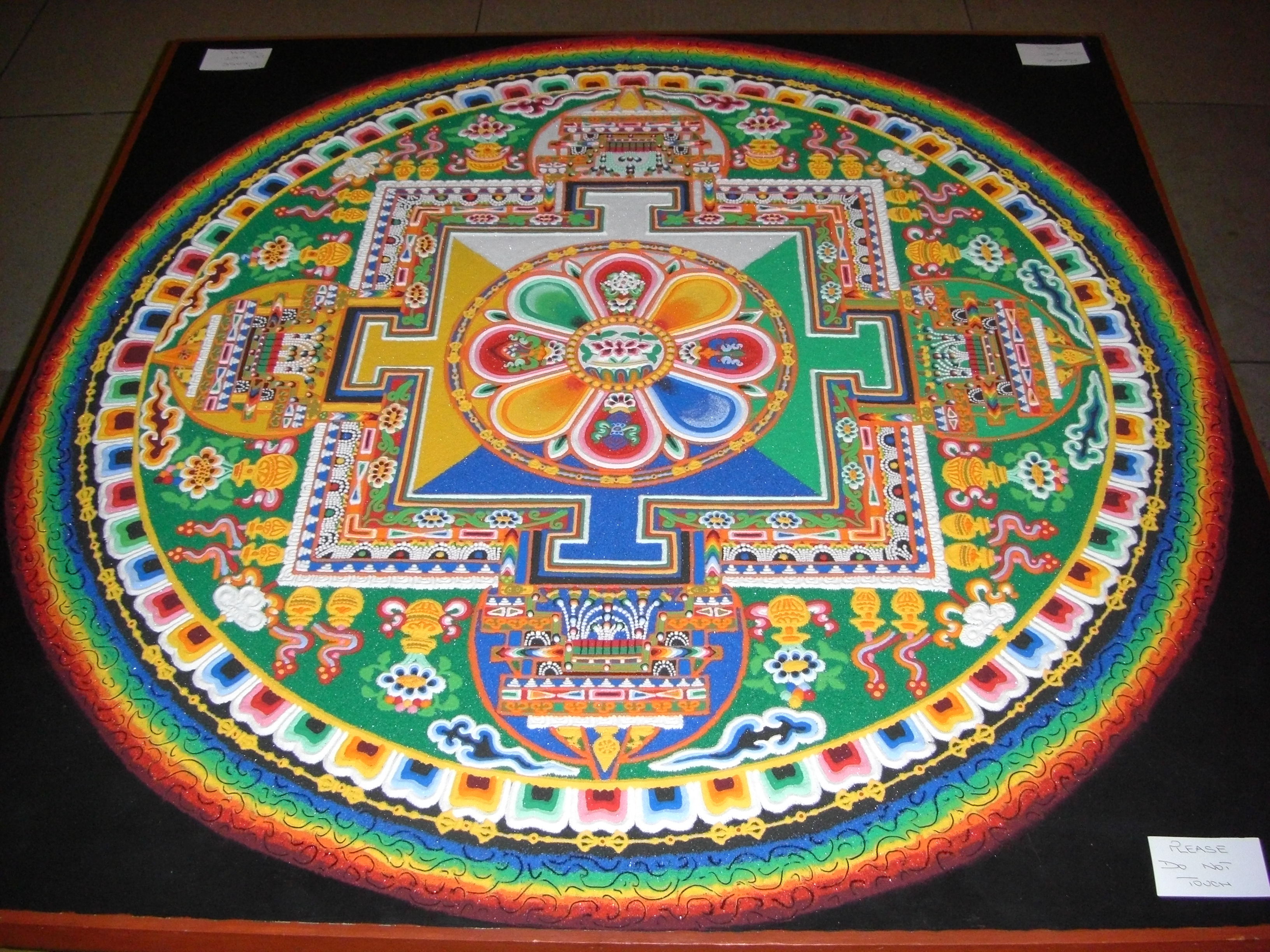
Csenrezig homokmandala a 14. dalai láma 2008. májusi angliai látogatása során
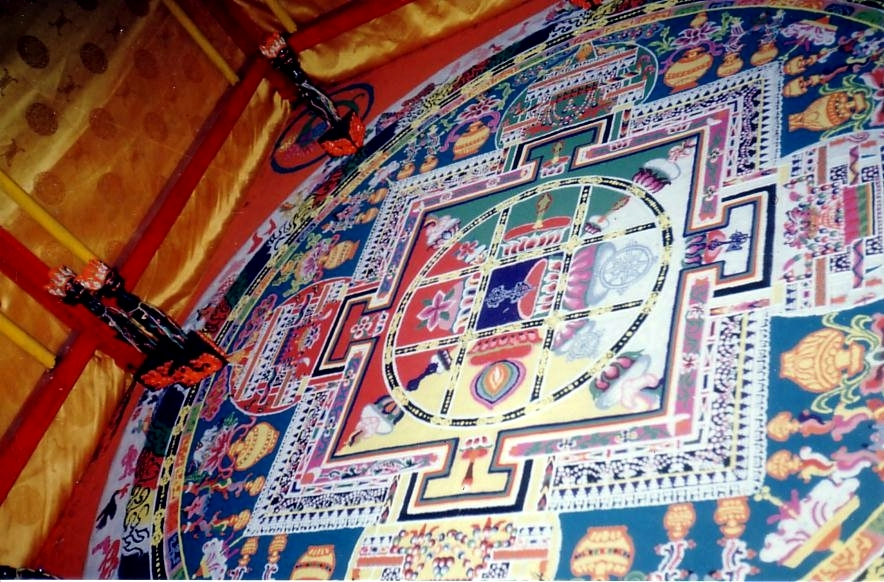
Homokmandala
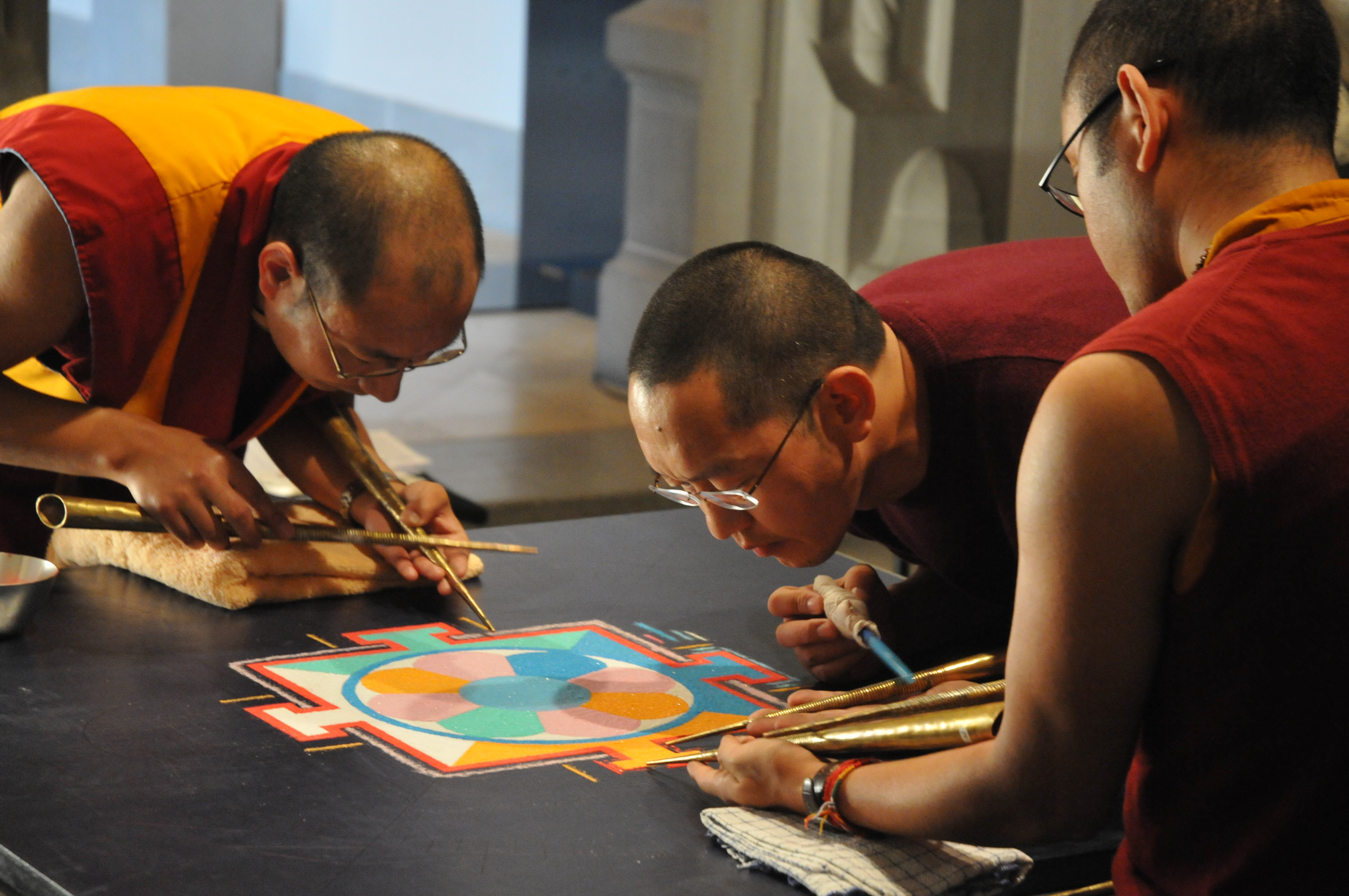
A mandalákat a középről kifelé készítik
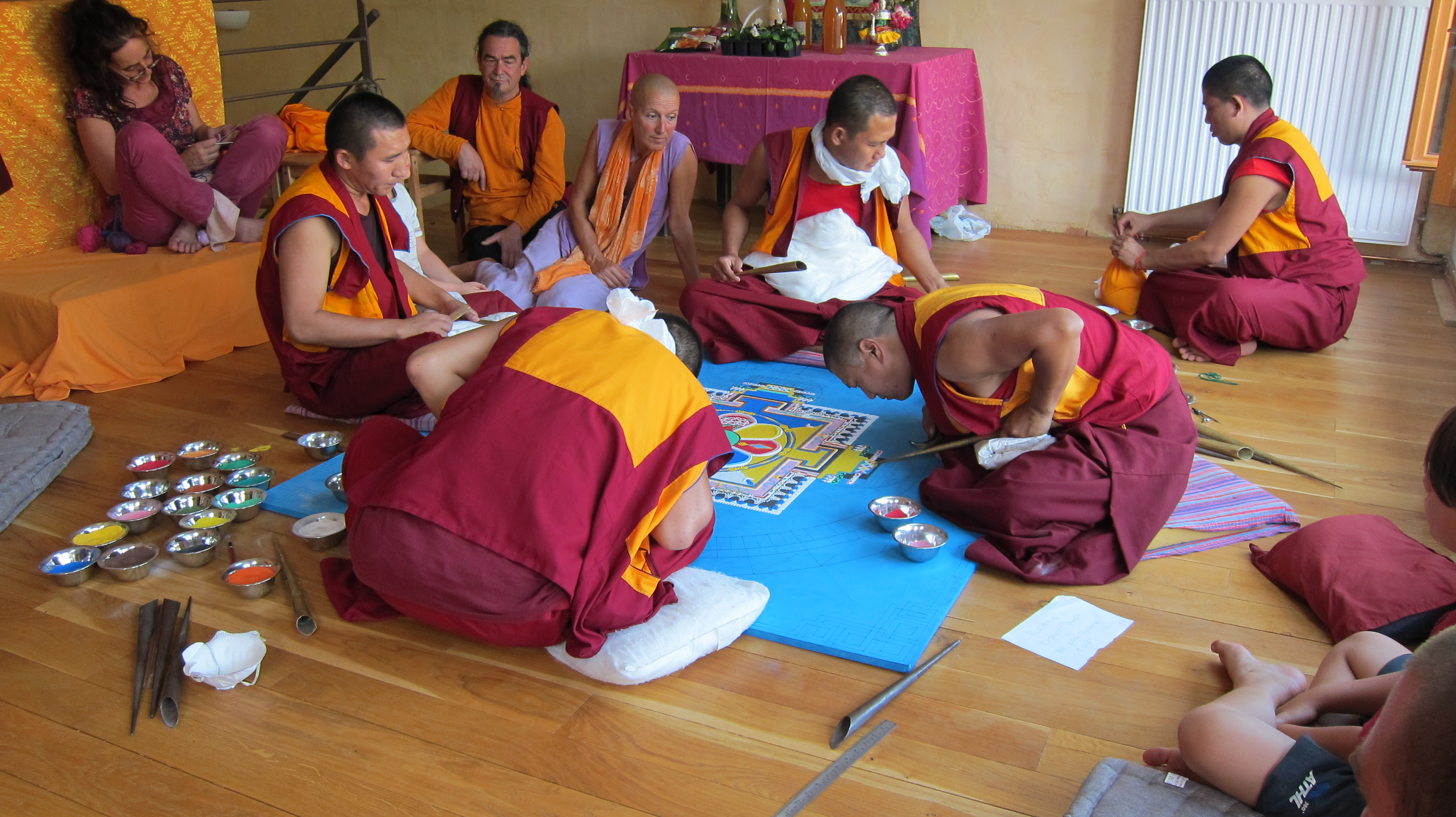
Szerzetesek egy csoportja mandalát készít
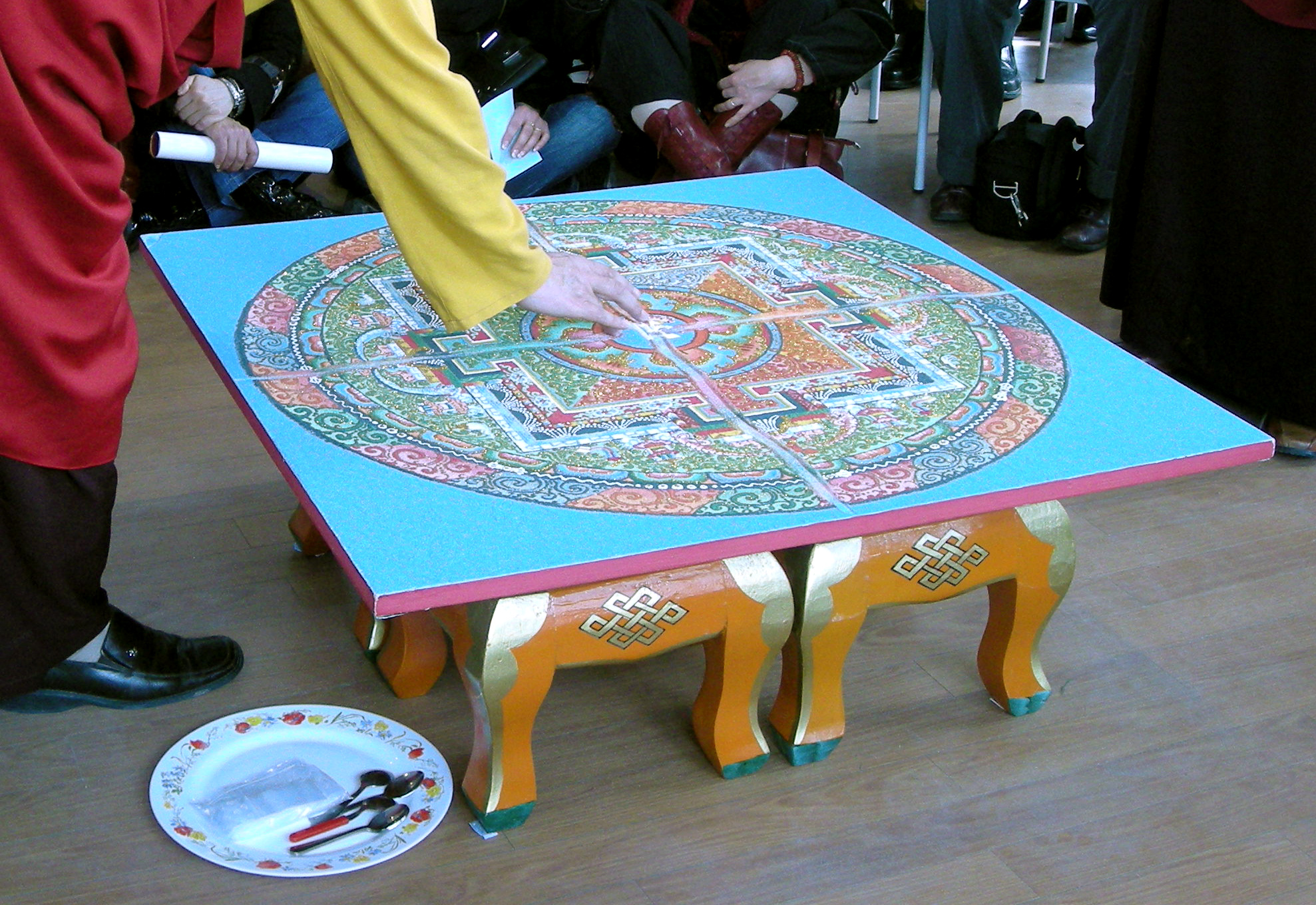
A mandala lerombolása
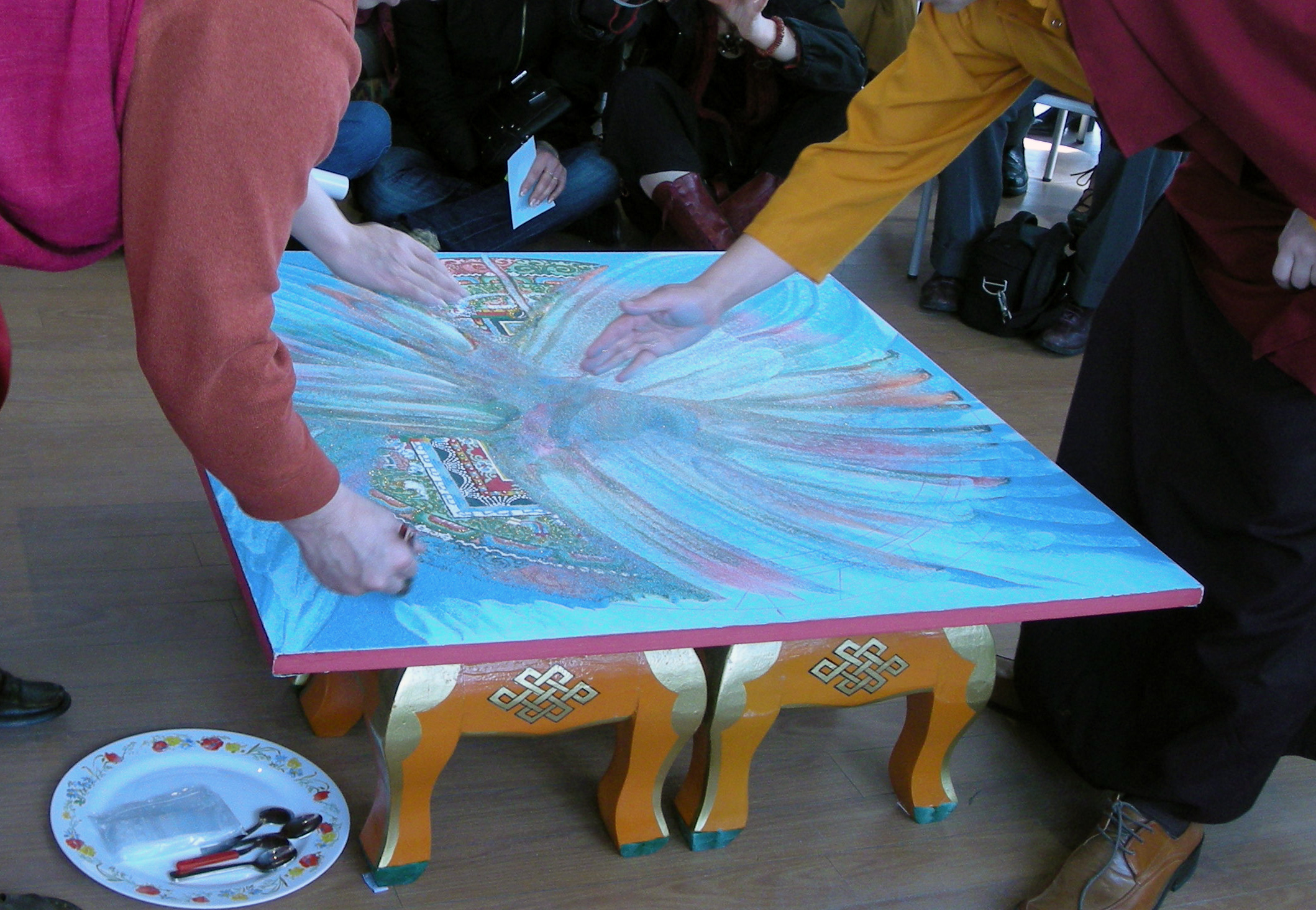
Manadala maradványa

## Ismert homokmandala művészek
- Loszang Szamten